# پامپالتی
پامپالتی (گرجی: ფამფალეთი) یک روستا در شهرداری ازورگتی ناحیه گوریا در غرب گرجستان است.